# William Arnold Anthony

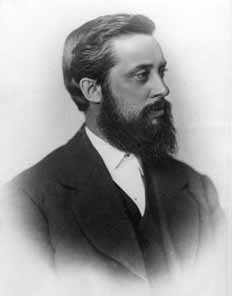
William Arnold Anthony

William Arnold Anthony (* 17. November 1835 in Coventry, Rhode Island; † 29. Mai 1908) war ein US-amerikanischer Physiker.
Anthony wurde auf der Yale Scientific School (jetzt Sheffield Science School) ausgebildet und machte 1860 seinen Abschluss. Zwischen 1857 und 1860 war er Direktor einer Schule in Crompton, Rhode Island. Er lehrte nach seinem Abschluss bis 1861 Naturwissenschaften am Providence Conference Seminar, East Greenwich, Rhode Island. Länger hielt es ihn in Franklin, New York, wo er bis 1867 lehrte. In diesem Jahr wurde er Professor der Physik und Chemie am Antioch College, wo er bis 1870 blieb. Nach einem kurzen Aufenthalt am Iowa Agricultural College nahm er schließlich einen Ruf auf einen Lehrstuhl für Physik an der gerade gegründeten Cornell University an, wo er bis zu seiner Emeritierung blieb. Von 1890 bis 1891 war er Präsident des American Institute of Electrical Engineers (AIEE, heutige IEEE).
Obwohl Anthony hauptsächlich in der Lehre arbeitete, fand er dennoch Zeit für Forschung und Entwicklung. Zwischen 1857 und 1861 konstruierte er zwei Typen von Turbinen, deren Wirkungsgrad er stetig bis auf 87 Prozent verbesserte. Die Schaufeln baute er gemäß einem mathematischen Modell, das er aus der Fluidmechanik ableitete.
1875 baute er eine elektrodynamische Maschine, die 25 A bei 250 V abgab. Dies geschah zu einer Zeit, als es nur sehr allgemeine Beschreibungen für solche Maschinen gab. Anthony konstruierte auch ein großes Galvanometer, das elektrische Ströme zwischen 0,1 A und 250 A messen konnte.
William Arnold Anthony starb am 29. Mai 1908.